# Place Chopin
La place Chopin est une voie située dans le quartier de la Muette du 16e arrondissement de Paris.

## Situation et accès
La place Chopin est une voie publique située dans le 16e arrondissement de Paris. Elle se trouve au croisement des rues Singer, Lekain, Duban et Alfred-Bruneau.
Elle est desservie par la ligne 9 à la station La Muette.

## Origine du nom

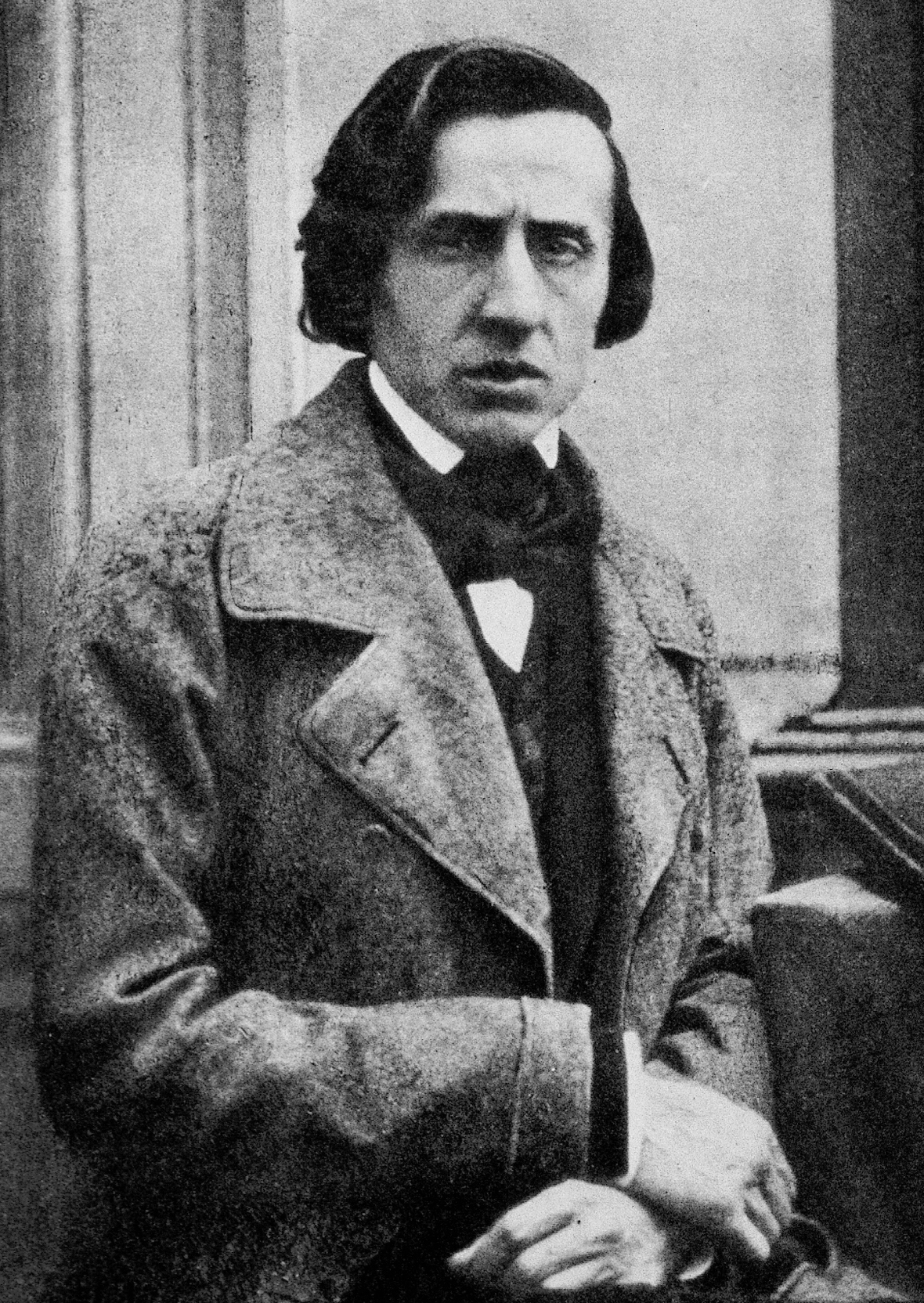
Frédéric Chopin en 1847.

Elle porte le nom du compositeur polonais Frédéric Chopin (1810-1849).

## Historique
Cette voie de l'ancienne commune de Passy est classée dans la voirie parisienne en vertu d'un décret du 23 mai 1863.
Elle prend sa dénomination actuelle par un arrêté du 10 juin 1897.